# 霍羅維齊亞
50°15′30″N 26°43′34″E / 50.25833°N 26.72611°E
霍羅維齊亞（烏克蘭語：Хоровиця），是烏克蘭西部的村莊，隸屬赫梅利尼茨基州的舍佩蒂夫卡區。該村面積2.8平方公里，海拔高度235米，2001年人口104，人口密度每平方公里37.1人。